# Liste der Monuments historiques in Guégon
Die Liste der Monuments historiques in Guégon führt die Monuments historiques in der französischen Gemeinde Guégon auf.

## Liste der Bauwerke
| Bezeichnung              | Beschreibung | Standort                          | Kennzeichnung | Schutzstatus   | Datum     | Bild |
| ------------------------ | ------------ | --------------------------------- | ------------- | -------------- | --------- | ---- |
| Kapelle                  |              | Trégranteur (Lage)                | PA00091226    | Inscrit        | 1925      |      |
| Schloss                  |              | Trégranteur (Lage)                | PA00091227    | Classé Inscrit | 1943 1947 |      |
| Calvaire und Tympanon    |              | Coët Bugat (Lage)                 | PA00091228    | Inscrit        | 1933 1935 |      |
| Gerichtssäule            |              | Trégranteur (Lage)                | PA00091229    | Inscrit        | 1928      |      |
| Kreuz                    |              | Camfroux (Lage)                   | PA00091230    | Inscrit        | 1927      |      |
| Kreuz                    |              | La Châtaigneraie (Lage)           | PA00091231    | Inscrit        | 1937      |      |
| Kirche St-Pierre-St-Paul |              | Place du Général-de-Gaulle (Lage) | PA00091232    | Classé         | 1965      |      |
| Manoir du Val au Houx    |              | (Lage)                            | PA56000005    | Inscrit        | 1996      |      |

## Liste der Objekte
- Monuments historiques (Objekte) in Guégon in der Base Palissy des französischen Kultusministeriums